# Julia Soek
Julia Soek (* 12. Dezember 1990 in Groningen) ist eine ehemalige niederländische Radrennfahrerin, die nach Ende ihrer Laufbahn als Aktive als Sportliche Leiterin tätig ist.

## Werdegang
Soek übte zunächst Judo aus und wechselte später zum Radsport. Sie fuhr von 2009 bis 2011 für die niederländische Mannschaft Batavus Ladies. Bis zum 31. Mai 2012 bestritt sie Rennen mit Ruiter Dakkapellen, später mit Specialized DPD SRAM.
2013 wechselte Soek zur belgischen Mannschaft Sengers Ladies Cycling Team und war unter anderem Teamkollegin von Anna van der Breggen. Bei den Straßen-Weltmeisterschaften wurde sie Neunte im Mannschaftszeitfahren. Im darauffolgenden Jahr wechselte sie zum niederländischen Radsportteam Giant-Shimano.
2017 konnte Soek ihren einzigen individuellen Sieg in einem internationalen Wettbewerb, dem belgischen Eintagesrennen Erondegemse Pijl verbuchen. 2018 gewann sie beim Giro d’Italia Femminile das Mannschaftszeitfahren zum Auftakt, musste jedoch nach einem Sturz auf der dritten Etappe das Rennen beenden.
Nach Ablauf der Saison 2021 beendete Soek ihre Karriere als Aktive und wurde Sportliche Leiterin, zunächst bei Le Col-Wahoo.

## Erfolge
2017
- Erondegemse Pijl

2018
- Mannschaftszeitfahren Giro d’Italia Femminile